# Viceministerio de Patrimonio Cultural e Industrias Culturales del Perú
El Viceministerio de Patrimonio Cultural e Industrias Culturales del Perú es el Despacho Viceministerial dependiente del Ministerio de Cultura, el cual se encarga de patrimonios arqueológicos y monumentales, inmaterial, paleontológico y el fomento cultural.

## Funciones
- Formular, coordinar, ejecutar y supervisar la política relacionada con el fomento de la cultura y creación cultural en todos sus aspectos y ramas del patrimonio cultural, lo que incluye la declaración, administración, promoción, difusión y protección del Patrimonio Cultural de la Nación, de conformidad con la respectiva política nacional.
- Formular, coordinar, ejecutar y supervisar las políticas relacionadas con el fomento de las artes vivas, el cuidado del patrimonio artístico de la Nación, la promoción de la creación artística y el desarrollo de industrias culturales.
- Coordinar, orientar y supervisar las actividades funcionales que cumplen los órganos que están a su cargo y demás entidades del sector cultura que se encuentran vinculados a las áreas de su competencia.
- Coordinar, orientar y supervisar la gestión, defensa, declaración protección, investigación y promoción de los bienes de patrimonio cultural y paleontológico a cargo del Estado.
- Supervisar el desarrollo del proceso de los Concursos de Proyectos y Obras Cinematográficas; así como aprobar el Plan Anual de Actividades y Concursos de Proyectos y Obras Cinematográficas, elevado por la Dirección General de Industrias Culturales y Artes.
- Promover el fortalecimiento y capacitación de todos los elencos artísticos adscritos en el Ministerio de Cultura y su promoción dentro y fuera del país. Disponer la programación, ubicación y uso de locales, concursos, evaluaciones y demás aspectos referidos a la calificación y atender previa calificación las demandas de promoción y auspicio de las instituciones privadas.
- Declarar y aprobar acciones de emergencia respecto de los bienes inmuebles integrantes del Patrimonio Cultural de la Nación, por riesgo de destrucción, originado por fenómenos naturales, conflictos armados y antrópicos.
- Gestionar y asesorar al Ministro, en materia de conflictos sociales, en el ámbito de su competencia, diseñando políticas, estrategias, programas, normas necesarias para el mejoramiento de las relaciones con los gobiernos locales, regionales y otras entidades públicas y privadas y la sociedad civil, así como para la prevención y solución de conflictos, promoviendo de mecanismos de diálogo y concertación y fomentando la suscripción de acuerdos, entre otros.
- Proponer en conformidad con la normatividad vigente, convenios en el ámbito de su competencia
- Aprobar los mecanismos para la captación de recursos económicos nacionales e internacionales reembolsables y no reembolsables, destinados a financiar los programas y proyectos de defensa, recuperación y repatriación del Patrimonio Cultural de la Nación
- Expedir Resoluciones Viceministeriales en el ámbito de su competencia
- Las demás que señala la Ley o delegue el ministro[1]

## Estructura
- Dirección General de Patrimonio Cultural
- Dirección General de Museos
- Dirección General de Defensa del Patrimonio Cultural
- Dirección General de Patrimonio Arqueológico Inmueble
- Dirección General de Industrias Culturales y Artes

## Lista de viceministros
- Bernardo Roca Rey Miró Quesada (2010-2011)
- Luis Javier Luna Elías (2011)
- Rafael Varón Gabai (2011-2013)
- Luis Castillo Butters (2013-2015)
- Juan Pablo de la Puente Brunke (2015-2016)
- Ana Magdelyn Castillo Aransaenz (2016-2017)
- Jorge Arrunátegui Gadea (2017-2018)
- Luis Felipe Villacorta Ostolaza (2018-2019)
- Luis Guillermo Cortés Carcelén  (2019)
- Maria Elena Cordova Burga (2019-2020)
- Leslie Carol Urteaga Peña (2020)[2]
- Claudia Eliana Ruiz Canchapoma
- Sonaly Tuesta[3]